# Українська пісня року
«Українська пісня року» (раніше «Наша пісня») — українська національна музична премія. Проєкт «Наша пісня» вперше з'явився в ефірі Першого національного телеканалу 18 січня 2004 року. Автором ідеї та генеральним продюсером проєкту став Михайло Поплавський. У 2020 році Поплавський разом з Олегом Винником відновили премію після дворічної паузи.

## Історія

### Заснування та перші роки премії «Наша пісня» (2004-2014)
Телепрограма «Наша пісня» вперше з'явився в ефірі Першого національного телеканалу 18 січня 2004 року. Автором ідеї та генеральним продюсером проєкту став народний артист України Михайло Поплавський. Поштовхом для створення суто українського продукту стало усвідомлення того, що більшість ефірного часу телеканалів України заповнені іноземним музичним продуктом. Головною метою проєкт стала популяризація української культури, української мови й української пісні.

### Перше відновлення премії «Українська пісня року» (2016)
У 2017 році у Варшаві відбулася церемонія нагородження національної премії «Українська пісня року». На церемонії відзначили виконавців у 15 категоріях. Нагороди отримали Ірина Федишин, Наталія Валевська, Андрій Князь, Степан Гіга, «Червоні маки» тощо.

### Друге відновлення премії «Українська пісня року» (2019-донині)
2 січня 2020 року після дворічної паузи Поплавський анонсував що разом з Олегом Винником він відновлює премію. Церемонія нагородження «Української пісні року 2019» відбулося 12 лютого 2020 року в Національному палаці мистецтв «Україна». Режисером-постановником церемонії стала Катя Царик, а ведучими Катерина Осадча та Юрій Горбунов. Визначали учасників церемонії за відгуками в соціальних мережах, ротаціях на радіостанціях та показах на телеканалах. Премії та дипломи вручали й виконавцям пісень, і авторам слів, і композиторам.

## Церемонії нагородження
| Дати та місця проведення церемонії нагородження премії |                |                                                       |                                                                   |                  |
| Рік                                                    | Дата           | Місце проведення                                      | Ведучі                                                            | Телеканал        |
| 2003                                                   | 18 січня 2004  | Київ (Україна)                                        |                                                                   | UA: Перший       |
| 2004                                                   | 4 лютого 2005  | Національний палац мистецтв «Україна», Київ (Україна) | Анатолій Говорадло та Дмитро Гершензон                            |                  |
| 2012                                                   | 14 травня 2013 | Національний палац мистецтв «Україна», Київ (Україна) | Дмитро Шепелєв, Анастасія Даугулє                                 | UA: Перший       |
| 2016                                                   | лютий 2017     | ATM Studio, Варшава (Польща)                          | Наталія Бучинська, Михайло Поплавський                            | Київ, Тоніс, Ера |
| 2019                                                   | 12 лютого 2020 | Національний палац мистецтв «Україна», Київ (Україна) | Катерина Осадча, Юрій Горбунов                                    | Україна          |
| 2020                                                   | 20 травня 2021 | Павільйон кіностудії Film.UA, Київ (Україна)          | Олег Винник, Михайло Поплавський                                  | Україна          |
| 2021                                                   | 16 лютого 2022 | Національний палац мистецтв «Україна», Київ (Україна) | Тіна Кароль, Михайло Поплавський, Лілія Ребрик, Григорій Решетник | Україна          |

### 2017
Вручення «Української пісні року 2017» відбулося у лютому 2017 року у варшавському ATM Studio. Вперше концерт було оприлюднено 2 березня 2017 року на YouTube-каналі Поплавського й згодом концерт також транслювався на українських телеканалах «Київ» — 4 березня 2017 року, «Тоніс» — 5 березня 2017 року та ТРК «Ера» — 8 березня 2017 року. Нагороди у 15 номінаціях в 2017 році отримали:
1. Талант року: Наталка Валевська — «Мир над Україною»
2. Відкриття року: Ірина Федишин — «Чужі уста»
3. Ліричність української пісні: Андрій Князь — «А ти люби»
4. Колорит української пісні: Червоні маки — «Бадьор»
5. Хітовий дует року: Заліско та Ната-Лі — «Я не проживу без тебе»
6. Шансоньє української пісні: Михайло Грицкан — «Я до тебе горнусь, Україно»
7. Патріот української пісні — Степан Гіга — «Ти не мою»
8. Майстер української пісні: Віктор Павлік — «Не дописана книга»
9. Грація української пісні: Алла Попова — «Ти мій рай»
10. Муза української пісні: Наталія Бучинська — «Ріка»
11. Душа української пісні: Інеш — «Едельвейс».
12. Краща пісня року: Тетяна Піскарьова — «Любила, вірила, прощала»
13. Митець української пісні: Анатолій Матвійчук — «А вогонь горить».
14. Оберіг української пісні: Іван Попович — «Карпатський край»
15. Гарант української пісні: Михайло Поплавський — «Не бійся висоти»

### 2020
Вручення «Української пісні року 2019» відбулася 12 лютого 2020 року в київському Національному палаці мистецтв «Україна». Телепрем'єра церемонії відбулася 18 квітня на телеканалі «Україна». Нагороди отримали:
1. Олександр Пономарьов — «Я закоханий»
2. NK — «Обіцяю»
3. Khayat — «Осока»
4. Tarabarova — «Мені казково»
5. Віталій Козловський — «Мала», композитор і автор слів Дмитро Баннов
6. Laud — «У цю ніч»
7. «Dilemma» — «Камікадзе»
8. Павло Зібров — «Вуса-бренд», композитор Юлік, автор слів Петро Мага
9. Наталія Бучинська — «Не питай», композитор Руслан Квінта
10. Таюне — «Солодкі сльози»
11. Mélovin — «Вітрила»
12. «Dzidzio» — «Вихідний»
13. Сергій Бабкін — «Єви та Адами»
14. Наталя Могилевська — «Я покохала»
15. Мішель Андраде — «Не знаю», автор пісні Олексій Потапенко

Ніна Матвієнко отримала нагороду «Легенда української пісні» за виконання пісні «Чарівна скрипка». Михайло Поплавський був відзначений спеціальною нагородою «Гарант української пісні» й виконав пісні «Жінка-свято» та «Я твій Міша». Спів-організатор музичної премії Олег Винник також виконав 4 свої пісні: «Роксолана», «Наталі», «Як жити без тебе», та «Вовчиця».

### 2021
Церемонія нагородження «Української пісні року 2020», присвячена 30-річчю незалежності України, відбулася 20 травня 2021 року, в День вишиванки. Захід кілька разів був перенесений через пандемію. Врешті-решт його вирішили провести в павільйоні кіностудії Film.UA. Ведучими премії виступили Михайло Поплавський та Олег Винник.  
Нагороди у номінації «Легенда української пісні» отримали:
1. Ірина Білик — «Не стримуй погляд»
2. Наталія Могилевська — «Відірватись від землі»
3. Іво Бобул — «Марічка»
4. Павло Зібров — «Юний орел»
5. Оксана Білозір — «Горобина ніч»
6. Алла Кудлай — «Білий цвіт на калині»
7. Руслана — «Дикі танці»
8. Степан Гіга — «Яворина»

Премією «Гордість української пісні» відзначили:
1. Наталія Бучинська — «Дівчина-Весна»
2. DZIDZIO — «Я Міліонер»
3. Наталія Валевська — «Мир над Україною»
4. Ірина Федишин — «Цвіте калина»
5. Дмитро Коляденко — «Маруся»
6. Gena Viter — «Серденько»
7. Камалія — «Вільна»
8. Театр пісні Лісапетний батальйон — «Лісапет»

А в номінації «Надія української пісні» перемогли NIKITA LOMAKIN, Артем Пивоваров, GROSU, Мята, Сергій Мироненко, Солоха, Таюне, Аліна Поплавська, Анна Буткевич.